# Juul van de Kolk

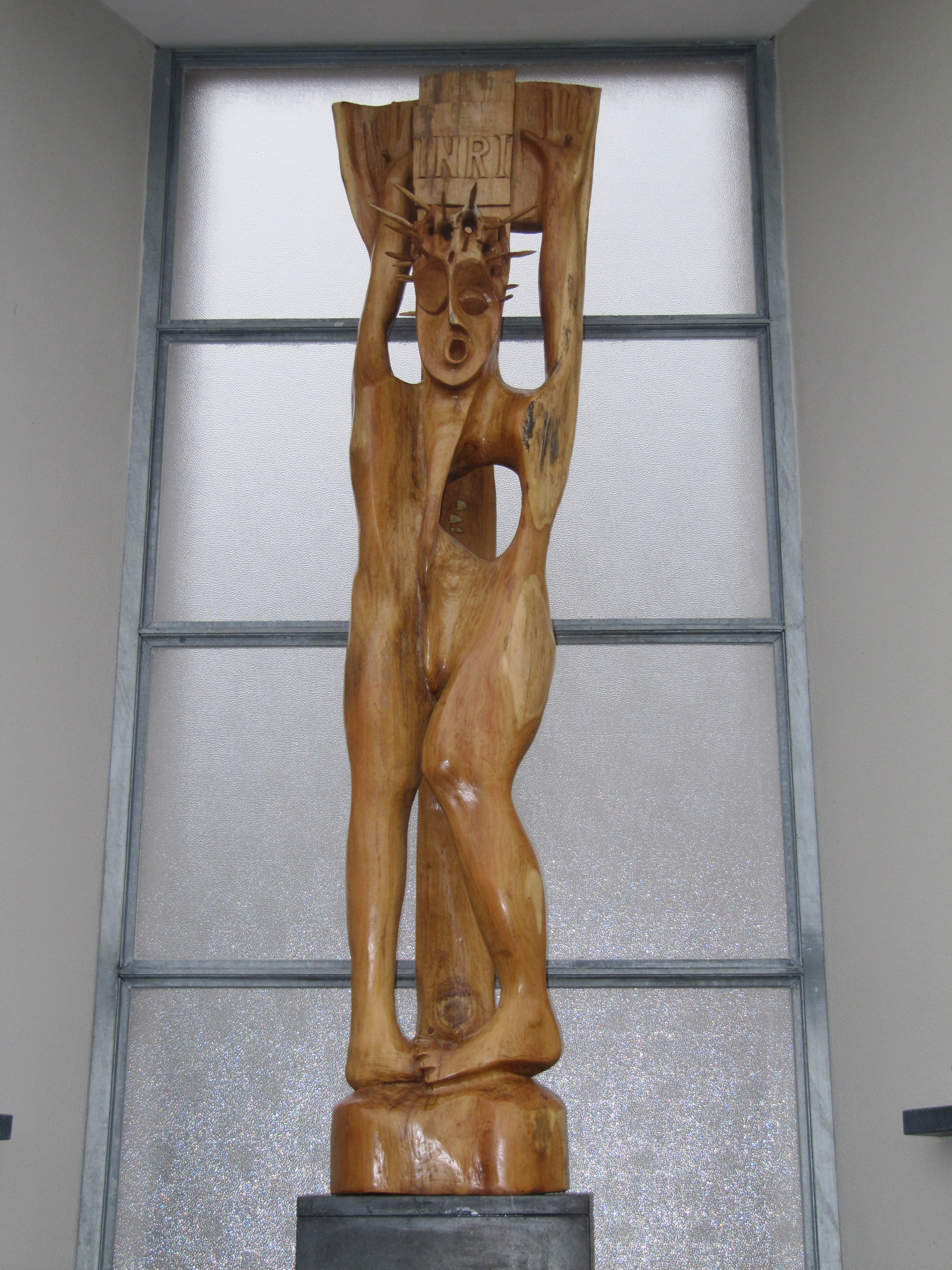
Kruisbeeld in de kapel in Wanroij

Theodorus Martinus ("Juul") van de Kolk (Wanroij, 12 augustus 1929 - Uden, 26 september 2018) was een Nederlands beeldend kunstenaar die beelden maakte uit hout. Van de Kolk werkte voornamelijk met oud hout, vaak met noesten en barsten, dat half vergaan of vermolmd was. In het proces van het hakken ontstond al doende een beeld.

## Biografie
Van de Kolk was de oudste in een boerengezin met acht kinderen. Op zijn veertiende besloot hij om missionaris te worden. Hij volgde de internaatsschool en studeerde vervolgens filosofie en theologie aan de Julius Maximilians-Universiteit in Würzburg. Tegelijkertijd deed hij mee aan enkele exposities op het gebied van schilder- en beeldhouwkunst.
In 1954 stopte Van de Kolk met zijn opleiding tot missionaris. Hij werkte vervolgens in de bouw en bij architecten- en constructiebureaus, deed ontwikkelingswerk en was gedurende veertien jaar directeur van een centrum voor werkende jongeren. Na zijn vervroegde pensioen in 1986 werd hij actief in een onderwijsbond en enkele ouderenbonden. Op 20 februari 2008 ontving hij de "Gouden Oogappel" van de gemeente Oss voor zijn vrijwilligerswerk voor de seniorenraad.

## Kruisbeeld
Op initiatief van Van de Kolk en toenmalig burgemeester Jos Verbeeten van Sint Anthonis werd in Wanroij een wegkapel gebouwd. Het door Van de Kolk in 1981 gemaakte iepenhouten kruisbeeld dat in de kapel stond, ging in de nacht van 3 op 4 oktober 2009 in vlammen op. De eropvolgende dag zou het beeld ingewijd en onthuld worden. Van de Kolk begon direct met het maken van een nieuw beeld, maar het is nog onzeker of dit nieuwe beeld ook in de kapel komt. Een dag na de brand werd op dezelfde locatie door onbekenden een houten penis geplaatst.